# Ndoye Douts
Pour les articles homonymes, voir Ndoye.
Mohamadou Ndoye, dit « Ndoye Douts », né le 1er mai 1973 à Sangalkam et mort le 9 juin 2023, est un artiste plasticien sénégalais contemporain. Il fait partie de la troisième génération de l'« École de Dakar ».
L'univers chaotique des villes est sa principale source d'inspiration. Dans cette fibre, il avait réalisé en 2001 un court métrage d'animation : Train-Train Medina.

## Sélection d'œuvres
- Caméléon, 2005
- Medina Blue, 2005
- Rebeuss, 2005,

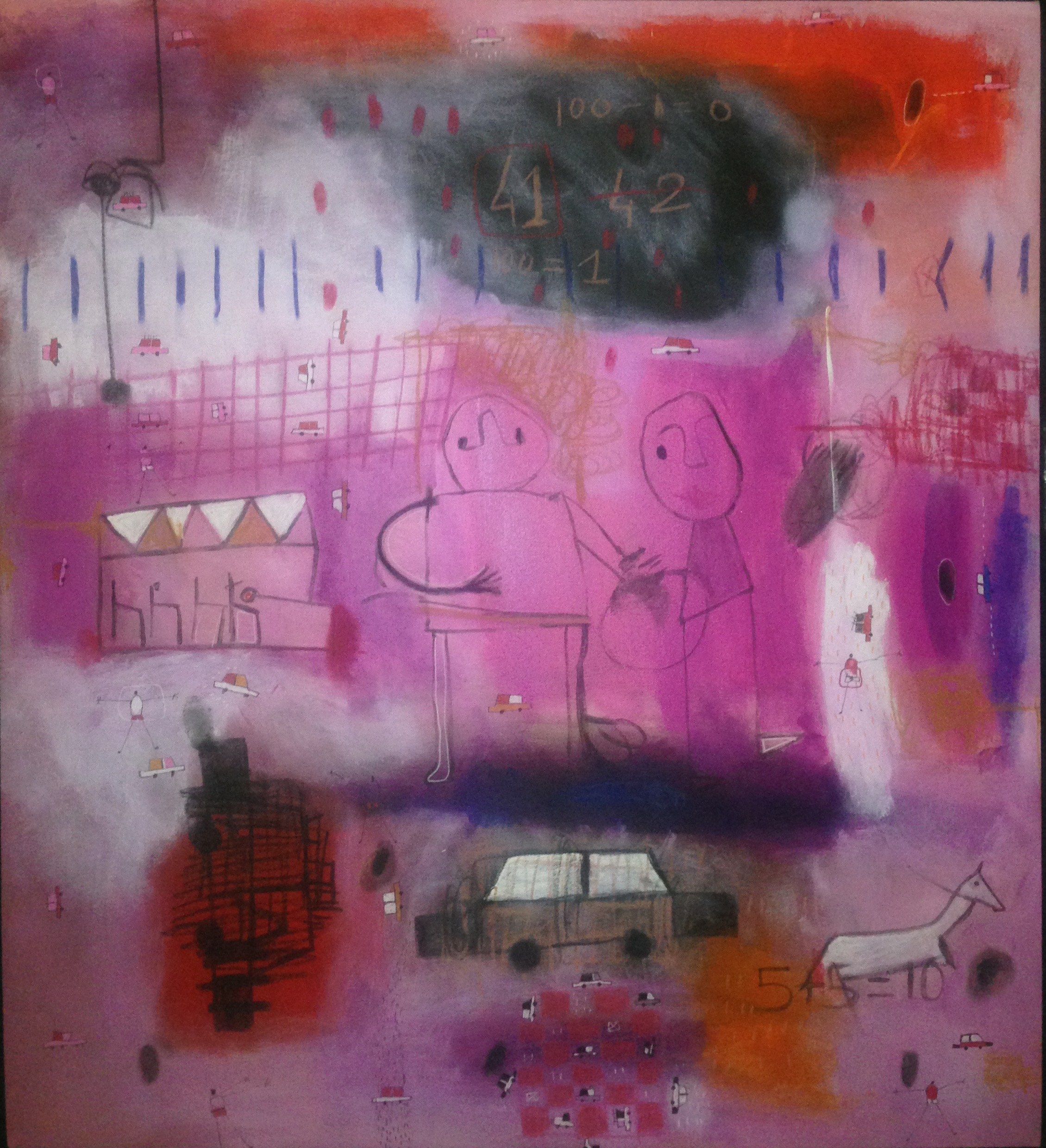
Pink Canvas.

- Vue horizontale 1 et 2 (diptyque), 2005
- Ambiances de ville, 2005